# Бомба королевы Виктории (книга)
Бомба королевы Виктории — это роман Рональда У. Кларка, написанный в жанре стимпанк и опубликованный в 1967 году. Его сюжет посвящён изобретению в викторианскую эпоху ядерного оружия, которое могло быть использовано для победы в Крымской войне над Российской Империей.
Книга получила положительные отзывы критиков и стала популярной среди любителей научной фантастики и истории.

## Сюжет
29-летний британский физик Франклин Хакстейбл в 1843 году изобретает атомную бомбу и тестирует её на территории современного Пакистана. В течение многих лет в этом районе обнаруживают странные растения и даже человеческих мутантов, порождённых таинственной и смертельной силой. Хакстейбл убеждён, что разработал такое мощное оружие, которое может положить конец войнам. Но со временем он всё больше представляет, как его изобретение используют против людей, и идёт на всё, чтобы не дать ему стать широко известным.